# Tweede Zweedse Kruistocht
De tweede Zweedse kruistocht was een 13e-eeuwse Zweedse  militaire expeditie onder aanvoering van Birger Jarl waarbij de Zweden een groot deel van Finland veroverde. Na de expeditie bleef Finland gedurende 550 jaar Zweeds grondgebied.

## Achtergrond

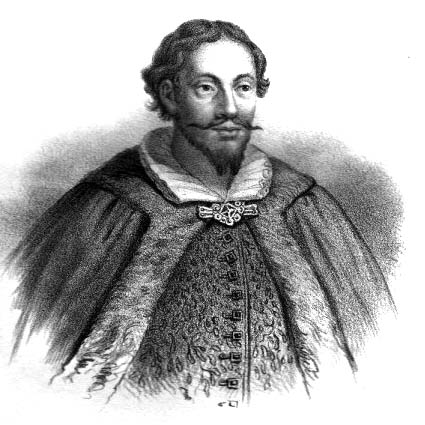
19e-eeuws portret van Birger Jarl

Waarom Zweden plots Finland wilde veroveren is niet bekend, maar wel staat  vast dat Birger Jarl de kruistocht hoog in zijn agenda had staan. Er was wel al veel handel tussen de twee landen, met name via Åland. Destijds was het makkelijker om over zee tussen de landen te reizen dan over land. Birger Jarl zou kort nadat hij de Folkungaropstand van 1247 – 1248 had neergeslagen en het verdrag van Lödöse met Noorwegen had getekend ten strijde getrokken zijn tegen Finland. 
De meeste verslagen over de kruistocht zijn in grote mate propaganda, waardoor de vraag wat het ware doel van de kruistocht was nog lang ter discussie gestaan heeft. Tavastland wordt vaak genoemd als het voornaamste doelwit van de kruistocht, vooral omdat daar geregeld opstanden plaats hadden gevonden tegen de Christelijke kerk, waarna paus Gregorius IX in 1237 had opgeroepen tot een kruistocht tegen deze regio. Dit wordt echter tegengesproken door het feit dat de eerste slag plaatsvond aan de kust, terwijl Tavastland landinwaarts ligt. 
De kronieken van de kruistocht vermelden ook dat een kasteel genaamd "taffwesta borg" na de kruistocht werd gebouwd. Er zijn nadien veel pogingen gedaan (restanten van) dit kasteel op te sporen. Onder andere het Hämekasteel en het Hakoinenkasteel werden gezien als mogelijke kanshebbers, maar geen van beide lijkt oud genoeg te zijn om inderdaad "taffwesta borg" te kunnen zijn.

## Datering
Het is niet met zekerheid bekend in welk jaar de tweede Zweedse kruistocht precies plaatsvond. De jaartallen die het vaakst genoemd worden zijn 1239 en 1256, maar geen van beide wordt alom geaccepteerd door historici.
Volgens de Erikskrönikan zou de kruistocht hebben plaatsgevonden tussen 1248 (toen Birger Jarl zijn titel Jarl verkreeg) en 1250 (toen koning Erik XI van Zweden overleed). De kroniek van Detmar von Lübeck maakt eveneens melding over de kruistocht. Uit andere bronnen blijkt dat Birger Jarl van 1249 tot 1250 niet in Zweden was. 
De verovering van Finland door Zweden zou volgens Zweedse legendes reeds hebben plaatsgevonden rond 1150 onder leiding van koning Erik IX van Zweden. Dit staat bekend als de eerste Zweedse kruistocht, maar het is twijfelachtig of deze ook echt plaatsgevonden heeft.

## Nasleep
In augustus 1249 nam paus Innocentius IV Finland in bescherming, mogelijk om te voorkomen dat andere partijen bij de kruistocht betrokken zouden raken. Kerkelijke macht in Finland bleef tot 1280 in handen van de Zweedse bisschoppen, totdat de titel hertog van Finland werd ingesteld. In 1249 werd een Dominicaanse convent opgericht in Finland. Voor die tijd waren er geen kloosters in Finland. 
Voor Birger Jarl kostte de kruistocht mogelijk de kroon. Toen koning Erik in 1250 stierf was Birger nog niet naar Zweden teruggekeerd, waardoor Birger’s minderjarige zoon Waldemar tot koning werd gekozen.
Bronnen van na 1249 vermelden Finland als grondgebied van Zweden. In Russische kronieken wordt voor het eerst in 1256 melding gemaakt van Finland als Zweeds grondgebied. Er is echter maar heel weinig bekend over de situatie in Finland gedurende de decennia na de kruistocht. Dit is met name omdat Finland na de kruistocht geregeerd werd vanuit Turku, en vrijwel alle documentatie daar plaatsvond. Deze stad werd in 1318 platgebrand door het Novgorodse leger, waarbij veel documenten over de voorgaande eeuw verloren gingen.